# Komisja Wojskowa Obojga Narodów
Komisja Wojskowa Obojga Narodów – kolegialny organ Sejmu utworzony 3 XI 1788 r. po rozwiązaniu Departamentu Wojskowego Rady Nieustającej.
Komisja składała się z 18 osób: jednego hetmana oraz 17 wybieranych przez sejm komisarzy, w tym 5 wojskowych (3 z Korony i 2 z Litwy) i 12 cywilnych (9 posłów i 3 senatorów). Przewodniczył hetman zmiany na zasadzie alternaty co kwartał: wielki koronny, polny litewski, wielki litewski, polny koronny.
Po uchwaleniu Konstytucji 3 Maja jej organem zwierzchnim została Straż Praw, Sejm pozostał instancją ostateczną w razie konfliktów.
Komisji Wojskowej oraz innym ministerstwom podlegały Komisje porządkowe cywilno-wojskowe.
W myśl ustawy z maja 1792 Komisję Wojskową stanowiło 15 osób: hetman wielki koronny lub wielki litewski jako przewodniczący i 14 komisarzy powoływanych przez Sejm na dwuletnią kadencję, w tym dwóch senatorów, sześciu wojskowych i sześciu cywilnych.
W 1793 roku ponownie dokonano podziału na Komisję Koronną i Litewską. Podczas Insurekcji w wojsku funkcje administracyjno-skarbowe i sądowe sprawował Komisariat Wojenny oraz Wydział Potrzeb Wojskowych w Radzie Najwyższej Narodowej. Do końca Rzeczypospolitej siedziba komisji mieściła się w Pałacu Krasińskich, tamże znajdowało się także Archiwum Wojskowe Koronne.